# 國立臺灣大學普通教學館

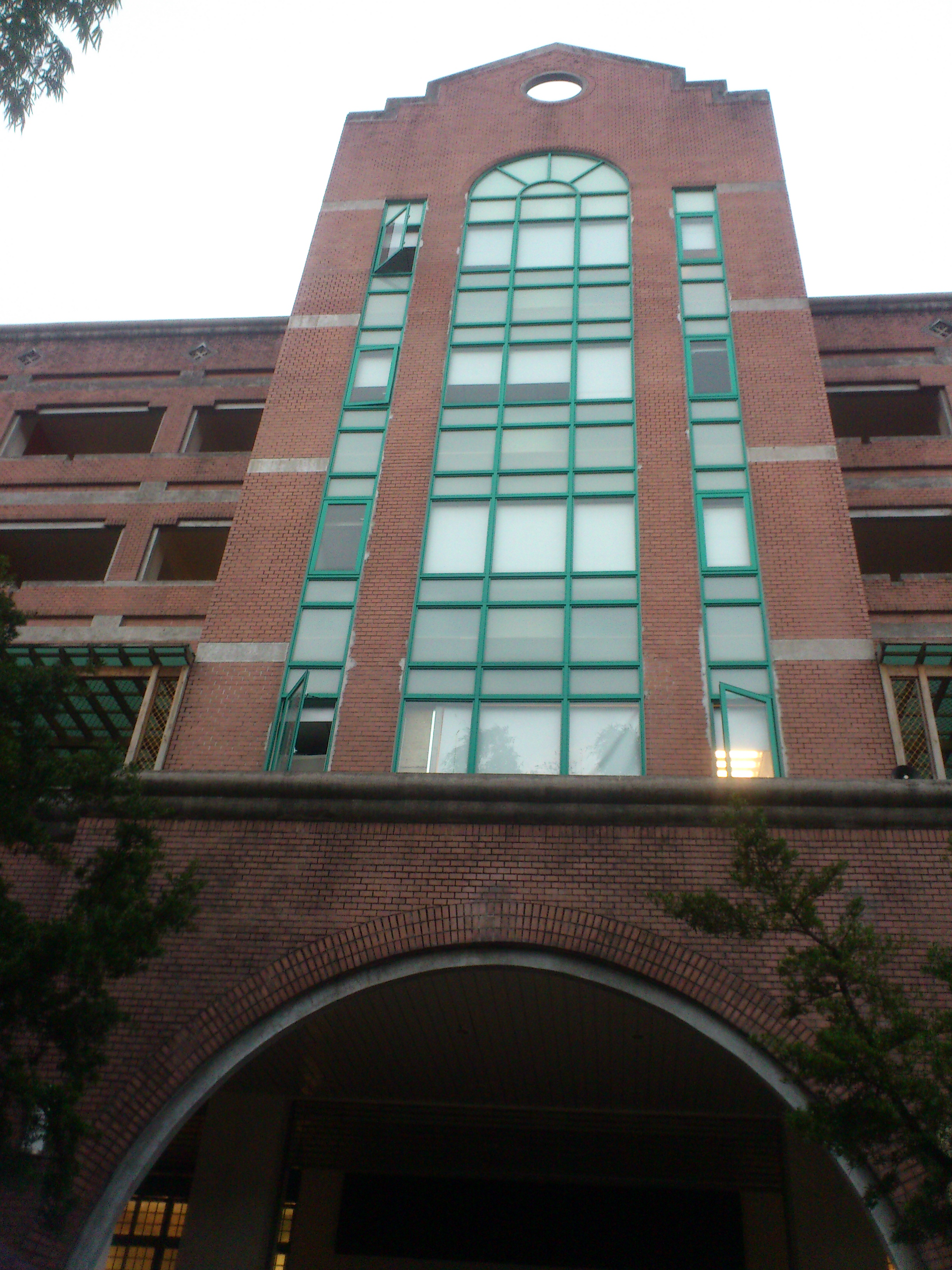
臺大普通教學館

國立臺灣大學普通教學館，舊稱普通大樓，為國立臺灣大學五棟教學館之一。其位於文學院、小福利社、運動場、博雅教學館之間，通常為通識課程、共同必修課程、選修課程等不需特殊器材課程的授業場所。

## 基地簡史
- 國立台灣大學成立之初，供大一上課的普通教室，僅有文學院後方一排木造平房，編號11至15共5間教室。[2][3][4]
- 1955年2月15日第11至第15號教室拆除後興建的普通教室竣工。有「此建築承美援撥款完成友邦厚誼尚賴我珍護善用以副之誌此藉表感勉中華民國四十四年元月」碑為證。為臺大興建的第一代正式教室建築，共兩層，粉白牆面、橘色廊柱，面向蒲葵道，有完善的照明設備。日間供大一共同科目上課使用，夜間為進修部教室。1960年8月夜間部成立，設外文、法律、商學、農推系等4系，1961年增設數學、經濟系二系，皆在普通教室上課。[2]
- 1991年7月30日重建改為現今的五層大樓，由三大建築師事務所監造，穎璋營造有限公司承造。[2][4]
- 2010年隨著博雅教學館興建與命名，改稱為普通教學館。[4][5]

## 建築形式

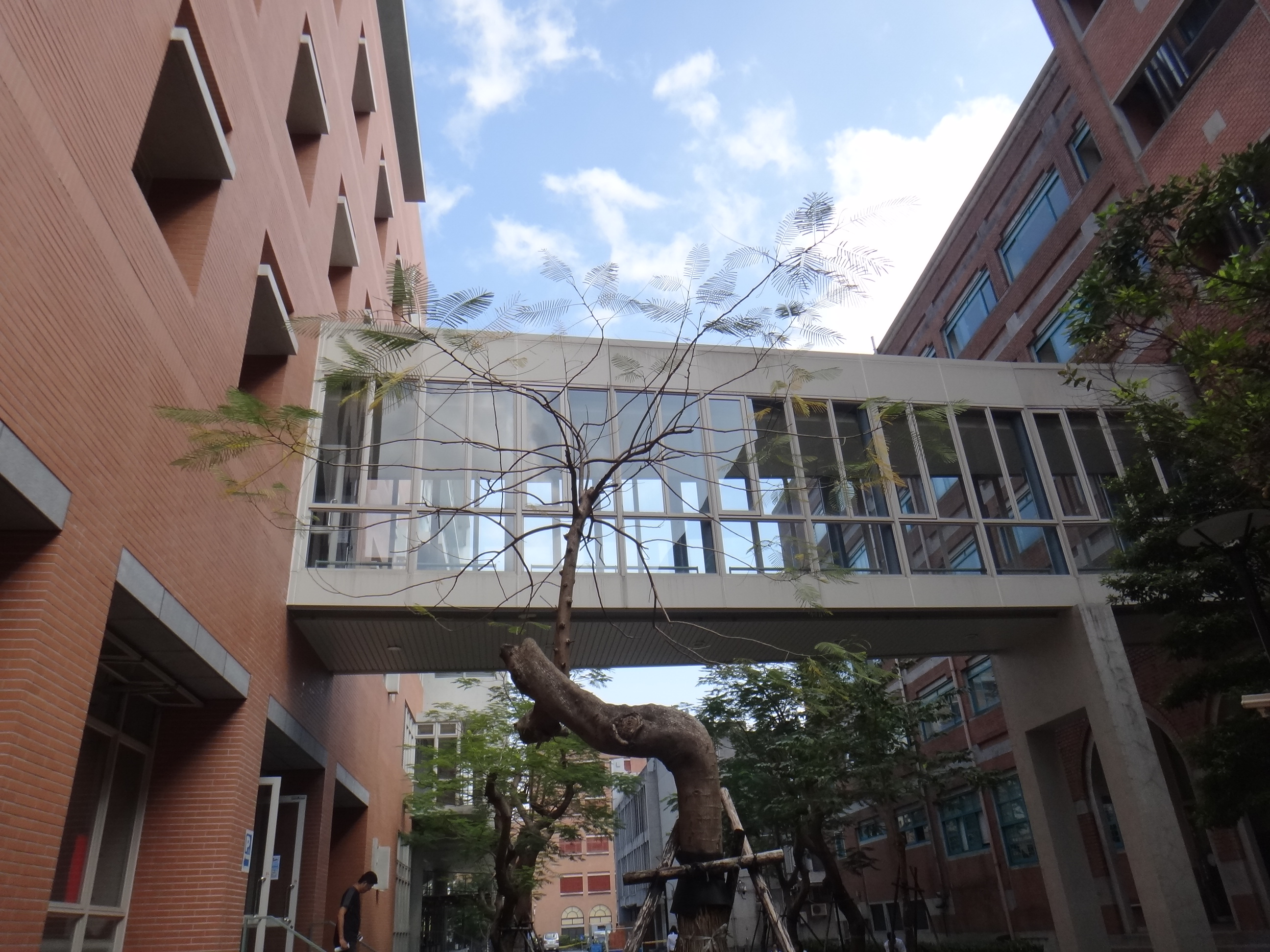
連通普通教學館與博雅教學館的空橋

繼承了台大校舍的共同記號——山牆、大拱、圓洞、十三溝面磚等，外觀也是與周圍建物和諧一致的磚紅色。走廊旁設有木板座椅供學生休憩使用。二樓與博雅教學館以天橋相連。

## 使用安排
- 普通科目教室大樓全棟皆作教室，供學生上通識課、共同必修、選修課等不需特殊教室的科目。[1]共有300人大教室2間，150人教室2間，100人教室4間，80人教室17間。[7]
- 地下室為闈場，場內有完善的生活空間供試員使用外，也備有數十部數位快印機，可印製大量考卷。[1]
- 普通教學館前有設置餐車，以紓解小福利社在中午用餐時間的擁擠。[1]